# Bol'šoj Jarudej
Il Bol'šoj Jarudej (in russo Большой Ярудей?) è un fiume della Russia siberiana occidentale tributario del mare di Kara. Scorre nel Nadymskij rajon del Circondario autonomo Jamalo-Nenec.
Il fiume ha origine nella parte settentrionale del bassopiano della Siberia occidentale. Scorre con direzione dapprima sud-occidentale, poi svolta a nord-ovest e sfocia nel Golfo dell'Ob' a destra della foce del Nadym. La sua lunghezza è di 190 km; il bacino è di 2 520 km².
Dal punto di vista ecologico, il fiume è significativamente influenzato dal grande giacimento di gas «Medvež'e» (Медвежье месторождение).